# (8927) Ryojiro
(8927) Ryojiro (1996 YT) – planetoida z pasa głównego asteroid okrążająca Słońce w ciągu 3,74 lat w średniej odległości 2,41 au. Odkryta 20 grudnia 1996 roku.